# Jean-Pierre Papin
Jean-Pierre Papin (Boulogne-sur-Mer, França, 5 de novembre de 1963), és un exfutbolista professional francès que ocupava la posició de davanter. Guanyador del premi Pilota d'Or 1991, va ser internacional absolut per la selecció de futbol de França en 54 ocasions, amb la qual aconseguir la medalla d'or dels Jocs Olímpics d'Estiu de 1984.

## Trajectòria
| Club                 | País     | Any       |
| -------------------- | -------- | --------- |
| Valenciennes FC      | França   | 1984-1985 |
| Club Brugge          | Bèlgica  | 1985-1986 |
| Olympique Marsella   | França   | 1986-1992 |
| AC Milan             | Itàlia   | 1992-1994 |
| FC Bayern de Múnic   | Alemanya | 1994-1996 |
| Girondins de Bordeus | França   | 1996-1998 |
| En Avant Guingamp    | França   | 1998-1999 |

## Palmarès
- 4 Lliga francesa de futbol: 1989, 1990, 1991 i 1992 (Olympique)
- 1 Copa de França de futbol: 1989 (Olympique)
- 1 Copa de la UEFA: 1996 (Bayern)
- 2 Scudetto: 1993 i 1994 (AC Milan)
- 1 Supercopa italiana de futbol: 1992 (AC Milan)
- 1 Copa de Bèlgica de futbol: 1986 (Brugge)

## Referències

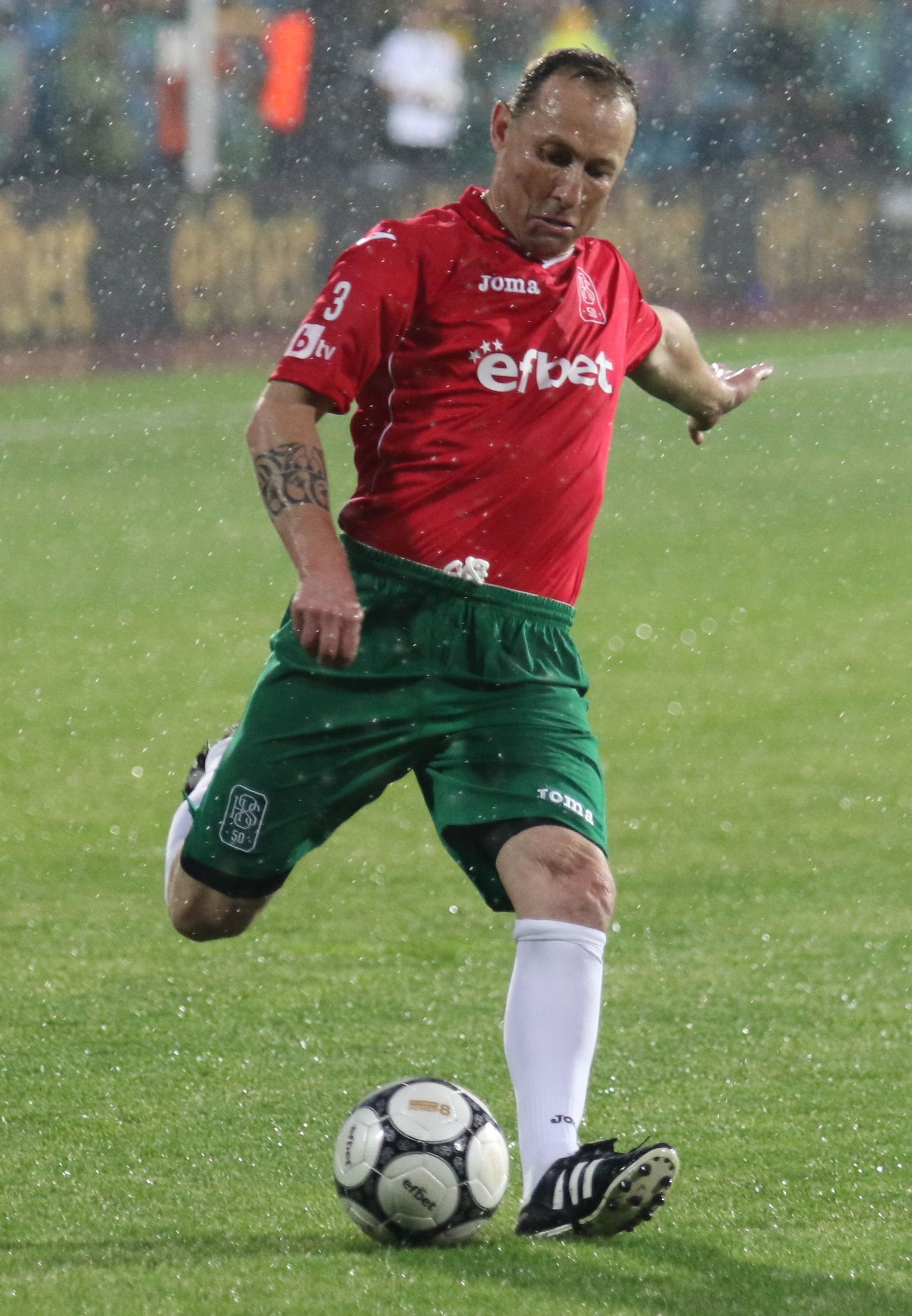
Papin el 2016.